# 纳闽—孟奴卜大桥
纳闽－孟奴卜大桥，亦称纳闽大桥，是马来西亚一座拟建跨海大桥。该桥将分成两部份，先由纳闽岛连接达亚岛，再由达亚岛连接一海之隔的沙巴州的孟奴卜。一旦大桥竣工并开放通车，将使纳闽至亚庇的路程从原本的4小时缩短至1小时40分钟。

## 历史
自20世纪以来，便有建议在纳闽和沙巴之间建设一座桥梁连接两岸，并获得纳闽岛内和沙巴居民以及本土政客的支持。然而，沙巴州政府并无意落实此计划。中国曾向沙巴州政府提议以大桥旁的土地换取建桥成本，而无需支付分文，但最终无疾而终。同样的掌管岛内政务的时任管理局局长罗兹曼也表示希望尽快建造该桥，因为犹豫不决将使未来的建桥费更高，他同时也促使沙巴州政府将此桥计划纳入建造中的泛婆罗洲大道里。
反之，马来西亚第4任首相马哈迪·莫哈末则在2010年表示纳闽并不需要建造一座桥梁，以继续保留其岛屿的地位。
2016年11月11日，马来西亚前首相署部长阿都拉曼达兰表示纳闽大桥计划的研究报告将在2017年头完成。随后于隔年5月，纳闽管理局推出以将该岛转型为“精明与永续岛屿城市”为目标的《2030年纳闽发展大蓝图》，并将纳闽大桥纳入计划中根据罗兹曼指出，该座桥梁预计将会在2020年兴建。
2019年1月，南韩大林工業向纳闽管理局局长阿米尔提呈承建该座桥梁的意向书，并由其全资投资这项建筑工程。然而时任联邦直辖区部长卡立沙末也在早前表示中央政府将会视财务状况来决定是否推行此项计划，而耗资1千5百万令吉的技术经济可行性研究也在2018年大选后被终止，但计划则获得保留。阿米尔也在同年7月表示这项计划还需要等待沙巴州政府的同意，在今年下半年推展后才进行投标。

## 进一步阅读
- Larry Ralon. Another study on Labuan bridge（PDF）
- 马来西亚沙巴大学知识库存档链接